# Kings of Nuthin
Kings of Nuthin est un groupe de punk rock américain, originaire de Boston, dans le Massachusetts.

## Biographie
Le groupe est formé en 1999 à l'origine dans un optique rockabilly et psychobilly. À cette période, il se compose de Torr Skoog (chant), Zack « The Professor » Brines (claviers), Liam Crill (batterie), Necro (planche à laver), Justice Hubbard (guitare), Spike Kazz (contrebasse), Tommy Bellevue (saxophone ténor) et Slick (saxophone bariton) sous le nom de The Boston Blackouts. Ils publient par la suite leur premier EP, Get Busy Livin' Or Get Busy Dyin', signent au label Disaster Records, et changent de nom.
En 2002, le groupe publie son premier album studio, Fight Songs. Le 2 mars 2004, le groupe sort un split effectué en compagnie du groupe The Briggs.
Au début de 2010, le groupe annonce un nouvel album, intitulé Old Habits Die Hard, le 11 mai au label Sailor's Grave Records. L'album est le premier en près de dix ans, depuis la sortie de Fight Songs. Il est enregistré au studio Outpost (Dropkick Murphys, The Unseen, Blood for Blood), et bien accueilli par la presse spécialisée.
En juin 2013, le corps du chanteur Torr Skoog est retrouvé par la police et les pompiers après trois jours de recherche chez lui, à Quechee Gorge, au sud de Vermont. Les investigations ont conclu à un suicide,.

## Membres

### Membres actuels
- Zack Brines - piano
- Liam Crill - batterie
- Necro - planche à laver
- Trafton Waldrio - guitare
- Thomas Lorioux - contrebasse
- Hayden Cummings - saxophone

### Ancien membre
- Torr Skoog - chant
- Danny Edge - saxophone